# Lake Casitas
Der Lake Casitas ist ein Stausee im Los Padres National Forest im Ventura County in Südkalifornien. Er dient in erster Linie als Trinkwasser-Stausee und zur Bewässerung, jedoch auch zur Verstetigung des Wasserstands im zwei Kilometer flussabwärts gelegenen Ventura River.

## Bau
Der Bau des Schüttdamms wurde 1959 abgeschlossen. Gegen Ende des Jahres 2000 wurden im Rahmen des Ventura River Projects Maßnahmen zur Erhöhung der Erdbebensicherheit gegen Beben > 6,5 Richterskala getroffen.

## Lage
Das Gewässer liegt in Küstennähe zum Pazifischen Ozean etwa 85 Kilometer nordwestlich von Los Angeles. Die nächsten Ansiedlungen sind Oak View und Mira Monte im Osten und Nordosten und an der Küste im Südosten die Großstadt Ventura. Am Nordufer befindet sich ein Freizeitgebiet, es gilt jedoch „No Body Contact with Water“ – also Schwimmverbot. Die größte Insel erhebt sich bis 150 Meter über die Wasseroberfläche.

## Besonderheiten
Der See war im Rahmen der Olympischen Sommerspiele 1984 in Los Angeles Austragungsstätte der Kanu- und Ruder-Wettbewerbe.
Der See war 2003 auch Drehort für den Film Das Geheimnis von Green Lake von Regisseur Andrew Davis.